# Liu Yinghui
Liu Yinghui, född 29 juni 1978, är en friidrottare från Kina. Hon deltog vid olympiska sommarspelen 2004.